# Cylicasta nysa
Cylicasta nysa là một loài bọ cánh cứng trong họ Cerambycidae.